# Oscar van den Boogaard
Oscar van den Boogaard (Harderwijk, 30 mei 1964) is een Nederlandse schrijver.

## Leven en werk
Van den Boogaard groeide op in Suriname en in Nederland. Hij werkte korte tijd op een advocatenkantoor alvorens zich fulltime aan het schrijven te wijden.
Onder zijn eigen naam publiceerde hij romans bij Querido, De Arbeiderspers, De Prom en De Bezige Bij. Onder het pseudoniem Emmanuel Lipp schreef hij, samen met zijn partner Steven Van Watermeulen, de roman Chinchilla Song. Met Van Watermeulen schreef hij tevens de roman Zeeduivel voor Amalia, onder het pseudoniem Pearl Sweetlife. Deze beide romans werden bij De Geus gepubliceerd.
Reeds vele jaren verschijnt er elke vrijdag een column van zijn hand in de Vlaamse krant De Standaard. Voorheen publiceerde hij deze column op maandag, onder de titel De man op maandag.
Van den Boogaard was van 2011 tot 2016 artistiek directeur van het Hoger Instituut voor Schone Kunsten (HISK) te Gent. Hij vertrok er in de zomer van 2016 na een vertrouwensbreuk.
In februari 2018 verscheen zijn roman Kindsoldaat, over de – naar eigen zeggen deels gefingeerde – geschiedenis van zijn familie. In een interview met Coen Verbraak voor NRC Handelsblad, dat werd afgenomen naar aanleiding van deze roman, beweerde hij een buitenechtelijke zoon van prins Bernhard te zijn. In reactie hierop verklaarde de Rijksvoorlichtingsdienst geen enkele aanwijzing te hebben dat het verhaal van Van den Boogaard waar zou zijn. Een middelbareschoolvriend van Van den Boogaard verklaarde echter tegenover de ombudsman van NRC Handelsblad dat hij al eind jaren zeventig door Van den Boogaard in vertrouwen was genomen over diens afkomst.

### Romans
- Dentz (1990)
- Fremdkörper (1991)
- Bruno's optimisme (1993)
- De heerlijkheid van Julia (1995)
- Liefdesdood (1999)
- Sensaties (2000)
- Een bed vol schuim (2002)
- Inspiration point (2004)
- Het verticale strand (2005)
- Chinchilla Song (2006) (samen met Steven Van Watermeulen, onder het pseudoniem Emmanuel Lipp)
- Magic Man (2007)
- Zeeduivel voor Amalia (2008) (samen met Steven Van Watermeulen, onder het pseudoniem Pearl Sweetlife)
- Meer dan een minnaar (2010)
- Majesteit (2010)
- And Me (2012)
- De Tedere Onverschilligen (2013)
- Kindsoldaat (2018)
- Jachthuis (2020)
- In de naam van de zoon (2023)

### Verhalenbundel
- Lessen van mijn ex (2008)

### Toneelstukken
- Lucia smelt (2001)
- Sterremix (2002)
- De nacht van de bonobo's (2002)
- Lavalounge (2002)
- Nest (2004)
- Decemberhonger (2011)
- Olifant Jezus (2012)

### Essay
- Bekentenissen van een optimist. Over schuld en onschuld (2014)